# آرثر ر. كورتيس
آرثر ر. كورتيس (بالإنجليزية: Arthur R. Curtis)‏ هو ضابط أمريكي، ولد في 15 يوليو 1842 في بوسطن في الولايات المتحدة، وتوفي في 8 أبريل 1925 في ميلواكي في الولايات المتحدة.